# 塞尔茨塔尔
塞尔茨塔尔是奥地利施蒂利亚州利岑县的一个市镇。总面积16.75平方公里，总人口1602人，人口密度96人/平方公里（2017年）。